# Skærlund Sogn
Skærlund Sogn er et sogn i Ikast-Brande Provsti (Viborg Stift).
I 1896 blev Skærlund Kirke opført, og Skærlund blev et kirkedistrikt i Brande Sogn. Da kirkedistrikterne blev nedlagt 1. oktober 2010, blev Skærlund Kirkedistrikt udskilt som sogn fra Brande Sogn. Det havde hørt til Nørvang Herred i Vejle Amt. Brande sognekommune blev ved kommunalreformen i 1970 kernen i Brande Kommune, som ved strukturreformen i 2007 indgik i Ikast-Brande Kommune.
Stednavne, se Brande Sogn.